# Ferdinando Forlay
Ferdinando Forlay, a volte ortografato Forlai (Milano, 1921 – Bologna, settembre 2011), è stato un architetto italiano.

## Biografia
Ferdinando Forlay nacque a Milano nel 1921. In sintonia con il naturalismo promosso da Frank Lloyd Wright, fu tra i protagonisti del rinnovamento urbanistico bolognese del secondo dopoguerra insieme all'architetto Enzo Zacchiroli e all'architetto pittore Leone Pancaldi.
Negli anni cinquanta del Novecento, Forlay fu incaricato del rifacimento della piazza principale di San Lazzaro di Savena, intitolata a Luciano Bracci. A Bologna, nei primi anni sessanta del Novecento progettò con Zacchiroli il complesso dei grandi magazzini OMNIA, in piazza dei Martiri, sull'area del vecchio Seminario regionale, seguito nel 1962-65 dalla sede del Monte dei Paschi di Siena, un riuscito intervento che rinnovava la fisionomia di via Rizzoli senza snaturarla, creando una dialettica tra modernità e città storica. Tra le opere minori, si può citare la tomba Deserti alla Certosa di Bologna, realizzata insieme a Cleto Tomba.
Sposato e padre di una figlia, Ferdinando Forlay si spense nel settembre 2011.